# Carolina Castro
Carolina Castro (Buenos Aires, 11 de mayo de 1979) es una empresaria industrial y política argentina, subsecretaria de Pyme durante el gobierno de Mauricio Macri. En 2021, fue candidata a diputada nacional por la provincia de Buenos Aires en las elecciones legislativas de Argentina de 2021, por la alianza Vamos con Vos.

## Biografía
Nació en Buenos Aires en 1979. Cursó la escuela secundaria en la Escuela Escocesa San Andrés, recibiéndose en 1996. En el 2003 se graduó como politóloga en la UBA.
Desde el año 2012, integra la delegación empleadora argentina en la Conferencia Anual de la Organización Internacional del Trabajo (OIT), en el 2017 lo hizo en calidad de delegada gubernamental.

### Experiencia laboral
En el año 2002, comenzó a trabajar en la empresa familiar, Industrias Guidi, pasando por diversas posiciones hasta llegar al directorio en el año 2019.  
Entre 2016 y 2017, se desempeñó como Subsecretaria de Política y Gestión de la Pequeña y Mediana Empresa en el Ministerio de Producción. Desde agosto del 2017 al 2018, fue Executive Sherpa del Business 20, B20, Grupo de Afinidad del G20.
En 2019, fue elegida por la cámara AFAC (Asociación de Fábricas Argentinas de Componentes) para representar al sector autopartista en el Comité Ejecutivo de la Unión Industrial Argentina. Fue la primera mujer en la historia del comité. Es Prosecretaria y preside el Departamento de Legislación de la Unión Industrial Argentina,  Secretaria PyME de AFAC y Vicepresidenta 2º de la Unión Industrial de Almirante Brown.
Junto a otras mujeres impulsó el nacimiento de la red “Agenda x la Igualdad”.[cita requerida]

## Publicaciones
- ¿Por qué no invierten más los empresarios? Eldiario.Ar, 2021[8]
- Salir de la crisis entrando al nuevo mundo productivo. Forbes, 2020.[9]
- Estado y empresas: del antagonismo a la cooperación. Infobae, 2020.[10]
- Rompimos el cristal : qué hacen y qué piensan las mujeres que construyen una Argentina más igualitaria. Paidós. 2020. ISBN 978-950-12-9918-2. OCLC 1245240975.
- Industria, el nombre de nuestro futuro. Clarin Newspaper, 2019.[11]